# 2008 en basket-ball
Chronologie du basket-ball
2007 en basket-ball - 2008 en basket-ball - 2009 en basket-ball
Les faits marquants de l'année 2008 en basket-ball

## Février
- 10 février : 
  - Le club de Joventut Badalona, mené par Rudy Fernández élu MVP, remporte la Coupe du Roi en battant en finale Tau Vitoria qui évoluait devant son public sur le score de 82 à 80.
  - Cholet remporte la Semaine des As en disposant de Vichy sur le score de 67 à 40. Nando de Colo est élu MVP de la compétition.

## Mars
- 3 mars : Famila Schio remporte l'EuroCup féminine aux dépens du BK Moscou 2 manches à 0 (87-67 en Italie, 78-69 en Russie). Les Italiennes remportent ainsi leur troisième titre européen, après les deux Coupes Ronchetti remportées en 2001 et en 2002 devant le Tarbes GB, pour la dernière édition de la Ronchetti avant son passage à l'EuroCup.

## Avril
- 7 avril : l'université du Kansas remporte le Final Four basket-ball NCAA en battant en prolongation Memphis sur le score de 75 à 68. Mario Chalmers est élu Most Outstanding Player[1].

- 8 avril : Tennessee Lady Vols se succède au palmarès du tournoi NCAA féminin. Les Lady Vols battent en finale l'équipe du Cardinal de Stanford sur le score de 64 à 48. Candace Parker est nommée Most Outstanding Player pour la deuxième année consécutive.
- 11 au 13 avril : le club russe du Spartak Moscou remporte sa deuxième Euroligue consécutive en battant le club tchèque de Brno, qui évolue à domicile, sur le score de 75 à 60. Iekaterinbourg remporte la troisième place aux dépens de Bourges Basket par 70 à 69.
- 10 au 13 avril : le club espagnol de Joventut de Badalone remporte la Coupe ULEB face à un autre club espagnol, le CB Girona. La phase finale de la compétition s’est déroulée sous la forme d’un Final 8 à Turin.
- 18 au 20 avril : le club letton de Barons Rīga LMT remporte la troisième compétition européenne, l’EuroChallenge lors du Final Four qui se déroulait à Limassol. En finale, les Lettons battent le club belge de Dexia Mons-Hainaut sur le score de 63 à 62.
- 19 au 20 avril : Bourges remporte la dernière édition du Tournoi de la Fédération en battant Valenciennes sur le score de 58 à 45.

## Mai
- 3 mai : l'Olympique d'Antibes Juan-les-Pins est sacré champion de France de NM1 à deux matchs de la fin de la saison. Antibes est la première équipe à remonter directement dans le championnat qui l'aura vue chuter la saison passée.
- 2 au 4 mai : le CSK Moscou remporte son sixième titre dans la compétition majeure européenne, l'Euroligue, en battant en finale le Maccabi Tel-Aviv sur le score de 91 à 77 lors du Final Four de Madrid. Lors de ce Final Four, qui célébrait le cinquantenaire de la compétition, une cérémonie a eu lieu pour honorer les cinquante meilleurs contributeurs de la compétition : 35 joueurs, 10 entraîneurs et 5 arbitres.
- 7 mai au 10 mai : le CJM Bourges Basket remporte la Ligue féminine de basket en battant en deux matches Lattes Montpellier. le club du CJM Bourges Basket gagne à Montpellier 58 à 56 après prolongation puis gagne à domicile 52 à 45. C'est le huitième titre de son histoire.

## Juin
- L'Hapoël Holon met fin à une série de 14 titres consécutifs du Maccabi Tel-Aviv dans la Ligat Winner grâce à sa victoire en finale du Final Four sur le score de 73 à 72.
- Tau Vitoria remporte le championnat d'Espagne en battant en trois manches le FC Barcelone. le club basque a gagné à Barcelone par 75 à 64 puis 78 à 74 avant de clore la série à domicile sur le score de 76 à 61. C'est le deuxième titre de son histoire.
- le Panathinaïkos remporte son sixième titre consécutif, le 29e de son histoire, en remportant le cinquième match de la série l'opposant au club de l'Olympiakos sur le score de 90 à 76.
- 12 juin : Montepashi Siena a remporté le championnat d'Italie en remportant la série l'opposant au club de Rome sur le score de 4 victoires à 1. Le match victorieux est remporté sur le score de 92 à 81.
- 15 juin : le club du SLUC Nancy, après une série de trois défaites consécutives en finale du championnat de France, remporte le premier titre de son histoire en triomphant de Roanne sur le score de 84 à 53. Cette finale était le revanche de la finale de l'année 2007. L'américain Jeff Greer, grâce à 29 points, 10 rebonds pour une évaluation de 35 remporte le titre de MVP.
- 17 juin : le club des Boston Celtics remporte son 17e titre de champion de NBA en remportant la sixième manche de la série qui l'oppose au club des Los Angeles Lakers. Paul Pierce a été nommé MVP de la finale.

- L'Espagne, la République tchèque, la Lettonie, la Biélorussie, ainsi que le Brésil se qualifient pour le tournoi féminin de basketball des Jeux Olympiques de Pékin

## Récapitulatifs des principaux vainqueurs de compétitions 2007-2008

### Masculins
Europe
- Ligue adriatique : KK Partizan Belgrade
- Allemagne : ALBA Berlin
- Autriche : Raiffeisen Panthers
- Ligue baltique :  Žalgiris Kaunas
- British BL :
- Belgique : Spirou Basket Club
- Bulgarie : Academic Sofia
- Bosnie-Herzégovine :
- Chypre : Keravnós Strovólou
- Croatie : KK Zadar
- Espagne : Tau Vitoria
- Danemark : Bakken Bears
- Estonie : Tartu Rock
- EuroChallenge :  Barons Rīga LMT
- Euroligue :  CSKA Moscou
- Finlande : Honka Espoo Playboys
- France : SLUC Nancy
- Grèce : Panathinaïkós Athènes
- Irlande :
- Islande : Keflavík
- Israël : Hapoël Holon
- Italie : Montepashi Siena
- Lituanie : Žalgiris Kaunas
- Lettonie : Barons Rīga LMT
- Monténégro : KK Budućnost Podgorica
- Norvège : Asker Aliens
- Pays-Bas : Astronauts Amsterdam
- Pologne : Prokom Trefl Sopot
- Portugal : Ovarense
- Russie : CSKA Moscou
- République tchèque : ČEZ Basketball Nymburk
- Roumanie : CSU Asesoft Ploieşti
- Serbie : KK Partizan Belgrade
- Slovaquie : MBK Pezinok
- Slovénie :  Union Olimpija
- Suède : Solna Vikings
- Suisse : Fribourg Olympic
- Turquie : Fenerbahçe Ülkerspor
- Ukraine : Azovmach Marioupol
- EuroCoupe de basket-ball :  Joventut de Badalone

Amériques
- ABA : Vermont Frost Heaves
- Argentine :
- Brésil :
- Canada (interuniversitaire) :
- CBA :
- Liga Sudamericana :  Regatas Corrientes
- NBA : Boston Celtics
- NBDL : Idaho Stampede
- NCAA : Jayhawks du Kansas
- Porto Rico :
- Uruguay :
- Venezuela (LPB) :
- Venezuela (LNB) :

Afrique, Asie et Océanie
- Australie : Melbourne Tigers
- Chine :
- Coupe d'Afrique :  Primeiro de Agosto
- Liban :
- Maroc :
- Tunisie : Stade nabeulien
- Nouvelle-Zélande :
- Japon :
- Corée du Sud :

### Féminines
Europe
- Ligue adriatique :  ŽKK Šibenik
- Allemagne : TSV 1880 Wasserburg
- Autriche : Flying Foxes Post SV Vienne
- Ligue baltique :  TEO Vilnius
- Belgique : IMC Dames Waregem
- Biélorussie : Berezina-RCOR Borisvo
- Bosnie-Herzégovine : KK Željezničar Sarajevo
- Bulgarie : Dunav Econt Rouse
- Chypre : AEL Limassol
- Croatie : ŽKK Šibenik
- Danemark : BC Horsholm 79ers
- Espagne : Ros Casares Valence
- Estonie : Audentes Tallinn
- Eurocoupe :  Famila Schio
- Euroligue :  Spartak Moscou
- Finlande : Kotka Peli-Karhut
- France : CJM Bourges Basket
- Grèce : Esperídes Glyfáda
- Hongrie : MKB Euroleasing Sopron
- Irlande : Team Montenotte Hotel Cork
- Islande : Keflavík
- Italie : Famila Schio
- Israël : Elitzur Ramla
- Lettonie : TTT Rīga
- Lituanie : TEO Vilnius
- Luxembourg : Basket Esch
- Malte : Hibs Medsea
- Monténégro : KK Budućnost Podgorica
- Norvège : Gimle BBK
- Pays-Bas : Yellow Bike Den Helder
- Pologne : Wisła Cracovie
- Portugal : Olivais Coimbra
- République tchèque : Gambrinus Brno
- Roumanie : BC ICIM Arad
- Royaume-Uni : Rhondda Rebels Tylorstown
- Russie : Spartak Moscou
- Serbie : KK Hemofarm Vršac
- Slovaquie : Kosit 2013 Košice
- Slovénie : ŽKK Celje
- Suède : Solna Vikings
- Suisse : Riva San Vitale Basket
- Turquie : Fenerbahçe İstanbul
- Ukraine : Tim-Scuf Kiev

Amériques
- Argentine :
- Brésil : Colchões Ourinhos
- Canada : University of British Columbia
- NCAA : Tennessee Lady Vols
- WNBA : Detroit Shock

Afrique, Asie et Océanie
- Australie : Adelaide Lightning
- WKBL-été :
- WKBL-hiver :

## Juillet
- La Grèce, la Croatie et l'Allemagne obtiennent leur qualification pour les Jeux Olympiques de Pékin lors du Tournoi de qualification qui avait lieu en Grèce.

## Août
- Jeux olympiques du 9 au 24 août.

Classement chez les hommes
1. États-Unis
2. Espagne
3. Argentine

Classement chez les femmes
1. États-Unis
2. Australie
3. Russie

## Octobre
- 15 octobre : le club des Shock de Détroit remporte son 3e titre de champion de WNBA en remportant 3 à 0 la série matche face à l'équipe de San Antonio Silver Stars.